# Cambridge University Press
Cambridge University Press je akademické nakladatelství a vydavatelství oficiálních dokumentů Univerzity v Cambridgi. Založeno bylo patentem Jindřicha VIII. v roce 1534 a od té doby nepřetržitě funguje, což jej činí nejstarším nakladatelstvím na světě.
V současné době produkuje přibližně 200 časopisů a 2000 knih ročně. Vydává též bible.